# Danilo Aceval
Danilo Vicente Aceval Maldonado (Arroyos y Esteros, Departamento de Cordillera, Paraguay; 15 de septiembre de 1975) es un exfutbolista paraguayo. Jugaba como arquero y su primer equipo fue Cerro Porteño. Su último club antes de retirarse fue Rubio Ñu.

## Trayectoria
Comenzó su carrera futbolística como arquero profesional en Cerro Porteño. 
Ha desarrollado su carrera en equipos mexicanos, paraguayos, argentinos y chilenos.

## Clubes
| Club                | País      | Año       |
| ------------------- | --------- | --------- |
| Cerro Porteño       | Paraguay  | 1994-1997 |
| Unión de Santa Fe   | Argentina | 1997-1999 |
| Cerro Porteño       | Paraguay  | 1999-2000 |
| Sportivo Luqueño    | Paraguay  | 2000      |
| Tigres              | México    | 2001-2002 |
| Olimpia             | Paraguay  | 2002-2004 |
| Cerro Porteño       | Paraguay  | 2004-2005 |
| 12 de Octubre       | Paraguay  | 2006      |
| Ñublense            | Chile     | 2007      |
| Deportes Concepción | Chile     | 2008      |
| Rubio Ñu            | Paraguay  | 2008      |

## Selección nacional
En 1995 obtiene la Copa Centenario del Fútbol Chileno, con la dirección técnica de László Kubala. Participó en la Copa Mundial de 1998 como segundo arquero por la Selección de Paraguay.

### Participaciones en Copas del Mundo
| Mundial              | Sede    | Resultado        | PJ | GR |
| -------------------- | ------- | ---------------- | -- | -- |
| Copa Mundial de 1998 | Francia | Octavos de final | 0  | 0  |

## Palmarés

### Campeonatos nacionales
| Título              | Club          | País     | Año  |
| ------------------- | ------------- | -------- | ---- |
| Campeonato Absoluto | Cerro Porteño | Paraguay | 1994 |
| Torneo República    | Cerro Porteño | Paraguay | 1995 |
| Torneo Clausura     | Cerro Porteño | Paraguay | 1996 |
| Campeonato Absoluto | Cerro Porteño | Paraguay | 1996 |
| Torneo Apertura     | Cerro Porteño | Paraguay | 2005 |
| Torneo Clausura     | Cerro Porteño | Paraguay | 2005 |

### Copas internacionales
| Título              | Club                  | País     | Año  |
| ------------------- | --------------------- | -------- | ---- |
| Copa Centenario     | Selección de Paraguay | Chile    | 1995 |
| Copa Libertadores   | Olimpia               | Paraguay | 2002 |
| Recopa Sudamericana | Olimpia               | Paraguay | 2003 |